# Vaida
Vaida is een plaats in de Estlandse gemeente Rae, provincie Harjumaa. De plaats heeft de status van vlek (Estisch: alevik).

## Bevolking
De plaats had 946 inwoners op 31 december 2011 en 911 inwoners op 31 december 2021.

## Ligging
De plaats ligt aan de Põhimaantee 2, de hoofdweg van Tallinn naar Tartu.